# Very Cavallari
Very Cavallari es un programa de telerrealidad estadounidense que se estrenó el 8 de julio de 2018 en E!. La serie sigue a Kristin Cavallari y su vida en Nashville, Tennessee, con su entonces esposo Jay Cutler, mientras lanza la tienda insignia de su línea de joyería, Uncommon James.

## Producción
Very Cavallari se anunció en abril de 2018. La serie está ambientada en Nashville, Tennessee. La serie se estrenó el 8 de julio de 2018. El 23 de agosto de 2018, se anunció que Very Cavallari fue renovado para una segunda temporada de 10 episodios. El 3 de mayo de 2019, el programa fue renovado para una tercera temporada que se estrenó el 9 de enero de 2020. El 4 de noviembre de 2019, se anunció que un especial navideño titulado A Very Merry Cavallari se estrenaría el 15 de diciembre de 2019.
El 19 de mayo de 2020, Cavallari anunció que no continuaría haciendo el programa, finalizándolo efectivamente después de tres temporadas.

## Reparto
- Kristin Cavallari[12]
- Jay Cutler[12]
- Kelly Henderson (temporadas 1-2; invitada, temporada 3)[12]
- Brittainy Taylor[12]
- Reagan Agee (temporadas 1-2)[12]
- Justin Anderson[12]
- Austin Rhodes[13]
- Colby Dee Coskery[12]
- Wirth Campbell[12]
- Shannon Ford (temporadas 1-2)[12]
- John Gurney (temporadas 1-2)[12]
- Taylor Monaco (temporadas 1-2)[12]

## Episodios
| Temporada | Temporada | Episodios | Episodios | Emisión original       | Emisión original     |
| Temporada | Temporada | Episodios | Episodios | Primera emisión        | Última emisión       |
| --------- | --------- | --------- | --------- | ---------------------- | -------------------- |
|           | 1         | 8         | 8         | 8 de julio de 2018     | 26 de agosto de 2018 |
|           | 2         | 10        | 10        | 3 de marzo de 2019     | 12 de mayo de 2019   |
|           | 3         | 11        | 11        | 5 de diciembre de 2019 | 19 de marzo de 2020  |

### Temporada 1 (2018)
| N.º en serie | N.º en temp. | Título                   | Fecha de emisión original | Audiencia (millones) |
| ------------ | ------------ | ------------------------ | ------------------------- | -------------------- |
| 1            | 1            | «I'm CEO, Bitch»         | 8 de julio de 2018        | 0.35                 |
| 2            | 2            | «Sunday Not So Funday»   | 15 de julio de 2018       | 0.40                 |
| 3            | 3            | «Boss Moves»             | 22 de julio de 2018       | 0.38                 |
| 4            | 4            | «The Ginger Snaps»       | 29 de julio de 2018       | 0.42                 |
| 5            | 5            | «Back to the Hills»      | 5 de agosto de 2018       | 0.61                 |
| 6            | 6            | «Beach, Please»          | 12 de agosto de 2018      | 0.51                 |
| 7            | 7            | «New York State of Mind» | 19 de agosto de 2018      | 0.52                 |
| 8            | 8            | «Ready, Set, Launch»     | 26 de agosto de 2018      | 0.53                 |

### Temporada 2 (2019)
| N.º en serie | N.º en temp. | Título                         | Fecha de emisión original | Audiencia (millones) |
| ------------ | ------------ | ------------------------------ | ------------------------- | -------------------- |
| 9            | 1            | «Don't Want No Llama Drama»    | 3 de marzo de 2019        | 0.41                 |
| 10           | 2            | «Shake Ya Palm Palms»          | 10 de marzo de 2019       | 0.34                 |
| 11           | 3            | «Bring Your Jay to Work Day»   | 17 de marzo de 2019       | 0.40                 |
| 12           | 4            | «You Can't Ship With Us»       | 24 de marzo de 2019       | 0.35                 |
| 13           | 5            | «Pass the Popcorn»             | 31 de marzo de 2019       | 0.55                 |
| 14           | 6            | «The One Where Jay Goes Crazy» | 7 de abril de 2019        | 0.54                 |
| 15           | 7            | «Best Frenemies Forever»       | 21 de abril de 2019       | 0.38                 |
| 16           | 8            | «Cabo, Here We Come!»          | 28 de abril de 2019       | 0.52                 |
| 17           | 9            | «Beaches Gone Wild»            | 5 de mayo de 2019         | 0.35                 |
| 18           | 10           | «Nothing's Set in Stone»       | 12 de mayo de 2019        | 0.38                 |

### Temporada 3 (2019-20)
| Especial  |    |                              |                         |      |
| 19        | –  | «A Very Merry Cavallari»     | 15 de diciembre de 2019 | 0.38 |
| Temporada |    |                              |                         |      |
| 20        | 1  | «Uncommon Beginnings»        | 9 de enero de 2020      | 0.34 |
| 21        | 2  | «Out With the Old»           | 16 de enero de 2020     | 0.32 |
| 22        | 3  | «Crystal Clear»              | 23 de enero de 2020     | 0.39 |
| 23        | 4  | «Home Wasn't Built in a Day» | 30 de enero de 2020     | 0.34 |
| 24        | 5  | «Work Life Balance»          | 6 de febrero de 2020    | 0.32 |
| 25        | 6  | «Just Like The Old Days»     | 13 de febrero de 2020   | 0.33 |
| 26        | 7  | «Red Carpet Ready»           | 20 de febrero de 2020   | 0.35 |
| 27        | 8  | «Roughing It»                | 27 de febrero de 2020   | 0.27 |
| 28        | 9  | «Ciao bella!»                | 5 de marzo de 2020      | 0.34 |
| 29        | 10 | «Read Between the Wines»     | 12 de marzo de 2020     | 0.38 |
| 30        | 11 | «New Store, New Chapters»    | 19 de marzo de 2020     | 0.39 |